# Niebla (ort)
Niebla är en ort i Chile. Den ligger i regionen Región de Los Ríos, i den södra delen av landet, 700 km söder om huvudstaden Santiago de Chile. Niebla ligger 27 meter över havet och antalet invånare är 2 202.